# Sverker
Cette page présente le prénom Sverker ainsi que ses variantes.
Sverker est un prénom masculin scandinave dérivé du vieux norrois Sverkir ou Sǫrkvir, probable contraction de Svartgeirr, formé des éléments svartr « sombre, noir » et geirr « lance, javelot ». Ce prénom suédois, assez rare de nos jours, peut également se rencontrer en Finlande parmi la population suédophone. Au 31 décembre 2014, 1 783 personnes étaient prénommées Sverker en Suède.
Le prénom Sverker est à l'origine du patronyme suédois Sverkersson signifiant « Fils de Sverker ».

## Personnalités royales
- Sverker Ier de Suède, roi de Suède de 1130 à 1156 ;
- Sverker II de Suède, roi de Suède de 1196 à 1208.

## Autres personnalités portant ce prénom
- Sverker Åström (en) (1915–2012), diplomate danois ;
- Sverker Göranson (en) (1954–), général suédois ;
- Sverker Martin-Löf (1943–), industriel suédois ;
- Sverker Olofsson (en) (1947–), personnalité de la télévision suédoise ;
- Sverker Sörlin (en) (1956–), historien suédois ;
- Sverker Thorén (en) (1955–), homme politique suédois.